# Frans Deboes
Frans Deboes (1944) is een Belgisch voormalig ondernemer en christendemocratisch politicus voor CVP en diens opvolger CD&V.

## Levensloop
Deboes behaalde in 1963 een onderwijsdiploma aan de Katholieke Normaalschool te Tienen. In 1967 werd hij politiek actief bij de CVP-jongeren, waarbij hij was betrokken bij de oprichting van de lokale afdeling te Aarschot. Van 1973 tot 1976 was hij tevens de Leuvense arrondissementele voorzitter van deze organisatie. In 1974 ging hij aan de slag als kabinetsmedewerker van Gaston Geens, een functie die hij uitoefende tot 1987. Later baatte hij een wasserij uit.
In 1981 werd hij een eerste keer gemeenteraadslid in opvolging van een pensioengaand voorganger. Bij de stembusgangen van 1988, 1994 en 2000 was hij telkens lijsttrekker van de CVP-kieslijst. In 1988 kreeg hij daarbij 1212 voorkeurstemmen en in 1994 waren dat er 1455. In 1988 werd hij een eerste maal schepen. In januari 2007 werd hij vervolgens aangesteld als burgemeester. Hij volgde in deze hoedanigheid Willy Schellens op. Na zijn vrijspraak in een fraudeproces volgde André Peeters hem in september 2007 op als burgervader. Zelf werd Deboes vervolgens opnieuw schepen. Na de verkiezingen van 2012 werd hij voorzitter van de gemeenteraad, een functie die hij uitoefende tot 2018. Hij werd in deze hoedanigheid opgevolgd door partijgenote Rozane De Cock.
Tijdens zijn bestuursperiode ijverde hij onder meer voor de oprichting van een standbeeld voor Gaston Geens, maar werd hij in november 2006 ook beschuldigd van corruptie met betrekking tot openbare aanbestedingen, de klacht werd evenwel in januari 2008 door het Leuvense parket geseponeerd.